# Jožef Cramaro
Jožef Cramaro (tudi Kramar, Kramer), slovenski rimskokatoliški duhovnik ter narodni in kulturni delavec v beneški Sloveniji, * 29. september 1897, Platišče, † 22. december 1974, Čempej.
Srednjo šolo in bogoslovje je končal v italijanskem Vidmu. Med 1. svetovno vojno je služil v vojski od marca 1915 do novembra 1918 in bil v bitki pri Zenson di Piave ranjen. Po koncu vojne se je vrnil v bogoslovje in bil 23. julija 1923 posvečen. Služboval je 10 let kot vikar v Osoanih (ital. Oseacco) in Učji (ital. Uccea) v Reziji ter nato do upokojitve še v drugih krajih beneške Slovenije. Kot beneški duhovnik in prijatelj Antona Cuffola je bil tudi on velik borec za manjšinske pravice. Bil je vodilni v »krogu čedermacov«: ko je šlo za slovenske pravice je s svojo asketsko postavo, bistroumnostjo in govorniško spretnostjo stopal pred prefekte, škofe in vatikanske dostojanstvenike. Kot zvest učenec Ivana Trinka se je bojeval za ohranitev Slovenskega jezika v cerkvi in si zato nakopal sovraštvo krajevnih fašističnih oblasti. Bevkov Čedermac, ki nastopa pred škofom in prefektom v Vidmu je Jožef Cramero.
Eno njegovih pomembnejših del je priredba katekizma v furlanščini. Ker se je v vojni boril na Piavi, je bil odlikovan z »viteškim križcem Vittorio Veneto«.